# The Royal Horse Show

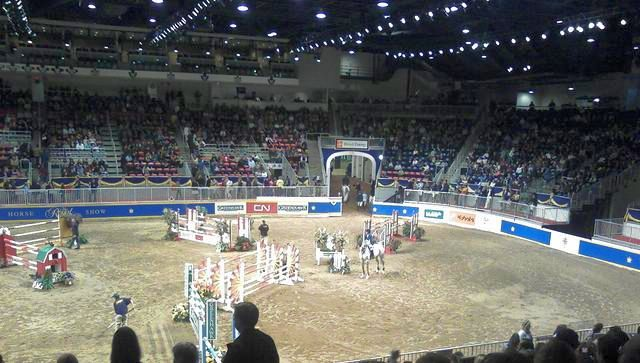
The Royal Horse Show 2008

The Royal Horse Show ist ein internationales Reitturnier, das jährlich im November in Toronto, Kanada, stattfindet.

## Geschichte
Die Ursprünge von Reitsportveranstaltungen in Toronto liegen bereits im 19. Jahrhundert. In der Entstehungszeit des Springreitens fanden 1875 im Rahmen des Toronto Hunt Meetings erste hunting and jumping classes statt. Der nordamerikanische Reitsport unterscheidet zwischen leichteren, an das Jagdreiten angelehnte Hunter-Prüfungen und klassischen Springprüfungen. Die ersten Meisterschaften des Dominions Kanada fanden 1895 in Toronto statt.
Mit der erstmaligen Austragung der Royal Agricultural Winter Fair im Jahr 1922 wurde hier die erste Royal Horse Show ausgetragen.
Im Laufe der Geschichte des Turniers wurden verschiedene Prüfungsformen im Rahmen des Turniers durchgeführt. So wurde 2006 zum ersten Mal in Nordamerika im Rahmen der Royal Horse Show eine Indoor-Vielseitigkeit nach deutschem Vorbild (wie zum Beispiel das Indoor Derby im Rahmen der Stuttgart German Masters) ausgetragen.

## Das Turnier
Die Royal Horse Show in Toronto zählt zu den größten und bekanntesten Reitturnieren Kanadas. Das Turnier wird als CSI4*-W ausgetragen und ist eines der Weltcupturniere der Nordamerikaliga im Springreiten. Neben vielen nordamerikanischen Reitern nehmen auch regelmäßig Teilnehmer aus Europa, insbesondere aus dem Vereinigten Königreich, teil. Aufgrund der Weltcupregeln können diese die hier erzielten Weltcuppunkte mit in die Westeuropaliga mitnehmen.
Daneben werden auch internationale Dressurprüfungen im Rahmen des Turniers ausgetragen, erstmals im Jahr 2004. Im Jahr 2011 sind diese Prüfungen als CDI 3* ausgeschrieben. Bis 2008 war das Turnier über Jahre hinweg Dressur-Weltcupturnier und zeitweilig auch Finalturnier der kanadischen Nordamerikaliga der Dressurreiter.
Das Turnier dauert jeweils etwa eine Woche, beispielsweise im Jahr 2009 umfasste das Turnier aber sogar zehn Tage.

## Wichtige Prüfungen

### Weltcupspringen
Das Weltcupspringen wird am Mittwoch ausgetragen und war 2024 mit 200,000 US$ dotiert. Es handelt sich hierbei um eine Springprüfung mit Stechen.
Sieger (ab 2001):
| - 2001: Laura Kraut mit Anthem - 2002: McLain Ward mit Rio - 2003: Michael Whitaker mit Portofino - 2004: Todd Minikus mit Flier - 2005: McLain Ward mit Goldika - 2006: McLain Ward mit Goldika - 2007: Ian Millar mit In Style - 2008: Eric Lamaze mit Hickstead - 2009: Jill Henselwood mit Bottom Line - 2010: Brianne Goutal mit Ballade van het Indihof - 2011: Scott Brash mit Bon Ami - 2012: Jill Henselwood mit George - 2013: McLain Ward mit Rothchild |  |  | - 2014: McLain Ward mit Rothchild - 2015: McLain Ward mit Azur - 2016: McLain Ward mit Azur - 2017: Kent Farrington mit Voyeur - 2018: McLain Ward mit Gigi's Girl - 2019: Bertram Allen mit Casper - 2020 und 2021: nicht ausgetragen aufgrund der COVID-19-Pandemie in Kanada - 2022: Daniel Coyle mit Legacy - 2023: Daniel Bluman mit Gemma W - 2024: Alex Matz mit Ikigai |

### Big Ben Challenge
Die Big Ben Challenge bildet am Turniersamstag den Abschluss der internationalen Springprüfungen im Rahmen der Royal Horse Show. Diese Springprüfung mit Stechen war im Jahr 2024 mit einem Preisgeld von  125,000 US$ ausgeschrieben.
Sieger (ab 2001):
| - 2001: Eric Lamaze mit Rosina - 2002: Michael Whitaker mit Landfürst - 2003: McLain Ward mit Sapphire - 2004: Eric van der Vleuten mit Jikke - 2005: Laura Kraut mit Anthem - 2006: Mario Deslauriers mit Paradigm - 2007: Michael Whitaker mit Mozart des Hayettes - 2008: Michael Whitaker mit Wonami van den Aard - 2009: Michael Whitaker mit Wonami van den Aard - 2010: Margie Goldstein-Engle mit Indigo - 2011: Harrie Smolders mit Regina Z - 2012: Kent Farrington mit Uceko - 2013: Leslie Burr-Howard mit Utah |  |  | - 2014: Nicola Philippaerts mit Challenge van de Begijnakker - 2015: McLain Ward mit Azur - 2016: Kent Farrington mit Creedance - 2017: Jack Towell mit Lucifer V - 2018: Daniel Bluman mit Ladriano Z - 2019: Ben Maher mit Tic Tac - 2020 und 2021: nicht ausgetragen aufgrund der COVID-19-Pandemie in Kanada - 2022: Nicholas Dello Joio mit Cornet's Cambridge - 2023: Daniel Coyle mit Legacy - 2024: Richard Vogel mit Levi Noesar |

### Grand Prix Kür
Höhepunkt der von 2004 an ausgetragenen Dressurprüfungen war die Grand Prix Kür. Diese zählte von 2004 bis 2008 als Weltcupprüfung. Von 2018 bis 2023 wurde die Prüfung nicht ausgetragen. 2024 war die Prüfung mit 19,000 C $ dotiert.
Siegerinnen:
| - 2004: Leslie Reid mit Mark (Ligafinale Nordamerikaliga Kanada) - 2005: Cindy Ishoy mit Proton – 71,70 % (Ligafinale Nordamerikaliga Kanada) - 2006: Jacqueline Brooks mit Gran Gesto – 71,35 % - 2007: Jacqueline Brooks mit Gran Gesto – 72,050 % - 2008: Ashley Holzer mit Pop Art – 74,700 % - 2009: Ashley Holzer mit Pop Art – 75,850 % - 2010: Ashley Holzer mit Pop Art – 75,150 % - 2011: Ashley Holzer mit Breaking Dawn – 73,475 % - 2012: Ashley Holzer mit Pop Art – 76,708 % - 2013: Diane Creech mit Devon L – 75,417 % |  |  | - 2014: Jacqueline Brooks mit D Niro – 73,750 % - 2015: Belinda Trussell mit Anton – 77,000 % - 2016: Megan Lane mit Caravella – 76,753 % - 2017: Megan Lane mit Caravella – 73,708 % - 2018 und 2019: abgesagt - 2020 bis 2023: nicht ausgetragen - 2024: Naima Moreira Laliberté mit Statesman – 75.745 % |